# LOVERS (プリンセス プリンセスのアルバム)
『LOVERS』（ラヴァーズ）は、1989年11月17日にリリースされたプリンセス プリンセスの4枚目のアルバム。

## 解説
- 本作のテーマはラブソングである。

- 前作『LET'S GET CRAZY』までのアルバムの楽曲のアレンジは、全てライヴで演奏することを前提に作られていたが、ライヴで演奏する曲も出揃ったこともあり、このアルバムからはアルバムで聴いてもらう曲があってもいいんじゃないかということで、ライヴ演奏を前提にしないアレンジの楽曲が収録されるようになった。

- 本作には収録されなかったものの、同年発売のシングル「Diamonds (ダイアモンド)」「世界でいちばん熱い夏」の相次ぐヒットの影響もあり、人気は頂点に達した。本作はアルバムとしては初のオリコンチャート1位を獲得し、同社集計のミリオンセラーも達成する出世作となった。なお1990年1月末時点で、レコード会社発表の出荷枚数は180万枚あまり[1]。

- 発売にあたり、宣伝ポスターを駅に掲示した[1]。

- 5曲目「恋に落ちたら」は奥居が作詞し、今野が作曲を手掛けたプリンセスプリンセスの楽曲では割と珍しいパターンで作られた楽曲である（逆に今野が作詞で奥居が作曲の楽曲は沢山ある）。

- シングル曲は1曲も収録されていないが、8曲目「パパ」は翌年リリースされた「OH YEAH!」のカップリング曲としてリカットされた。なおこの「パパ」は作詞の中山と作曲の奥居が故人となっている実父に向けて送った楽曲である。

- 初回限定分のみハード・カヴァー・エディション。

## 収録曲

### CT
| #         | タイトル                    | 作詞       | 作曲       | 時間  |
| --------- | --------------------------- | ---------- | ---------- | ----- |
| 1.        | 「ムーンライト ストーリー」 | 中山加奈子 | 奥居香     | 4:45  |
| 2.        | 「友達のまま」              | 富田京子   | 奥居香     | 5:01  |
| 3.        | 「DING DONG」               | 中山加奈子 | 奥居香     | 3:55  |
| 4.        | 「レイン」                  | 富田京子   | 中山加奈子 | 5:08  |
| 5.        | 「恋に落ちたら」            | 奥居香     | 今野登茂子 | 3:56  |
| 合計時間: | 合計時間:                   | 合計時間:  | 合計時間:  | 22:45 |

| #         | タイトル                 | 作詞       | 作曲                         | 時間  |
| --------- | ------------------------ | ---------- | ---------------------------- | ----- |
| 1.        | 「スパイ イン ラヴ」     | 渡辺敦子   | 渡辺敦子・奥居香・中山加奈子 | 4:15  |
| 2.        | 「シェイク イット オフ」 | 今野登茂子 | 奥居香                       | 4:00  |
| 3.        | 「パパ」                 | 中山加奈子 | 奥居香                       | 5:16  |
| 4.        | 「海賊と私」             | 今野登茂子 | 奥居香・中山加奈子           | 4:32  |
| 5.        | 「パレードしようよ」     | 富田京子   | 奥居香                       | 3:28  |
| 合計時間: | 合計時間:                | 合計時間:  | 合計時間:                    | 21:31 |

### CD
| #         | タイトル                    | 作詞       | 作曲                         | 時間  |
| --------- | --------------------------- | ---------- | ---------------------------- | ----- |
| 1.        | 「ムーンライト ストーリー」 | 中山加奈子 | 奥居香                       | 4:45  |
| 2.        | 「友達のまま」              | 富田京子   | 奥居香                       | 5:01  |
| 3.        | 「DING DONG」               | 中山加奈子 | 奥居香                       | 3:55  |
| 4.        | 「レイン」                  | 富田京子   | 中山加奈子                   | 5:08  |
| 5.        | 「恋に落ちたら」            | 奥居香     | 今野登茂子                   | 3:56  |
| 6.        | 「スパイ イン ラヴ」        | 渡辺敦子   | 渡辺敦子・奥居香・中山加奈子 | 4:15  |
| 7.        | 「シェイク イット オフ」    | 今野登茂子 | 奥居香                       | 4:00  |
| 8.        | 「パパ」                    | 中山加奈子 | 奥居香                       | 5:16  |
| 9.        | 「海賊と私」                | 今野登茂子 | 奥居香・中山加奈子           | 4:32  |
| 10.       | 「パレードしようよ」        | 富田京子   | 奥居香                       | 3:28  |
| 合計時間: | 合計時間:                   | 合計時間:  | 合計時間:                    | 44:16 |

### 楽曲解説
1. ムーンライト ストーリー
2. 友達のまま
3. DING DONG
  - JR東日本CMソング
4. レイン
5. 恋に落ちたら
  - 映画『ファンシィダンス』（1989年公開、岡野玲子原作、周防正行監督、本木雅弘主演）主題歌。
6. スパイ イン ラヴ
7. シェイク イット オフ
8. パパ
  - 後に9thシングル「OH YEAH!」のカップリングとして収録された。
  - KDD「001」CMソング（1990年）
  - 「PlayStation 3」CMソング（2007年）
9. 海賊と私
10. パレードしようよ
  - ソニーオーディオカセットテープCMソング